# Dietmar Riegel
Dietmar Riegel (7 de agosto de 1940 – Berlim, 21 de agosto de 2013) foi um físico alemão.

## Formação e carreira
Dietmar Riegel obteve um doutorado em 1971 na Universidade Livre de Berlim. Até sua aposentadoria foi professor no Instituto Hahn-Meitner do Helmholtz-Zentrum Berlin für Materialien und Energie.
Está sepultado no Kaiser-Wilhelm-Gedächtnis-Friedhof.

## Publicações selecionadas
- Störung der γ-Winkelverteilung [Gamma-Winkelverteilung] am 16O _m63s-Zustand im {_1hn1_1hn1_1hn5Sn [Sn] und {20.2 ms-Zustand im {_1hn7_1hn1Ge [Ge] durch magnetische Hochfrequenzeinstrahlung (Tese de Doutorado), Berlim 1971